# Mormonizm w Kenii
Mormonizm w Kenii – obecność i struktury wyznań należących do ruchu świętych w dniach ostatnich w Kenii.
Obecność tej tradycji religijnej na terytorium Kenii sięga początku lat 70. XX wieku. Przynajmniej w przypadku Kościoła Jezusa Chrystusa Świętych w Dniach Ostatnich, największej denominacji mormońskiej, na jej pojawienie się w tym kraju znaczny wpływ miały motywowane rasowo ograniczenia nakładane na wiernych afrykańskiego pochodzenia. Aż do 1978 bowiem wierni tego Kościoła wywodzący się z Afryki bądź mający afrykańskie korzenie nie mieli wstępu do świątyń. Mężczyźni natomiast nie mogli być posiadaczami kapłaństwa. Zniesienie tychże ograniczeń spowodowało wzrost liczby kenijskich wiernych zrzeszonych w tej denominacji, nie był on jednak tak szybki jak w Ghanie czy też w Nigerii. Prawdopodobnie wpłynęły na to kłopoty z uznaniem Kościoła Jezusa Chrystusa Świętych w Dniach Ostatnich przez kenijskie władze. Wspólnota została uznana za legalną grupę wyznaniową dopiero 25 lutego 1991, po przewlekłych i często niezbyt nieskutecznych staraniach. W 2022 w Kenii żyło przeszło 17 tysięcy świętych w dniach ostatnich, skupionych w dwóch palikach.
Wierni zrzeszeni w Kościele Jezusa Chrystusa Świętych w Dniach Ostatnich nie stanowią jednak jedynych kenijskich wyznawców mormonizmu. Założony w 2000 w Shreveport w stanie Luizjana Kościół Kingdom of God of Latter Day Saints ma Afryce przeszło tysiąc wyznawców. Wspólnota ta odwołuje się w swych naukach do Jamesa Stranga, twórcy kierunku teologicznego w łonie szerszego mormonizmu zwanego strangityzmem. Kościół Chrystusa z Poselstwem Eliasza, jedna z grup odwołujących się do wcześniejszego Kościoła noszącego tę samą nazwę, założona w 1994, również energicznie włączyła się w ewangelizację Kenii. Jeden z posługujących w tej denominacji apostołów, Norman Lyles, miał zresztą doznać objawienia Jana Chrzciciela właśnie podczas swej wizyty w Kenii. 
W Kenii istnieje również przynajmniej jeden rodzimy związek wyznaniowy mieszczący się w ramach szeroko pojętego ruchu świętych w dniach ostatnich. Fundamentalistyczny Kościół Jezusa Chrystusa Świętych w Dniach Ostatnich został założony w 2005 przez Jairo Moturiego, uprzednio członka Kościoła Jezusa Chrystusa Świętych w Dniach Ostatnich. Grupa ta praktykuje małżeństwa pluralistyczne oraz odwołuje się do doktryn kojarzonych z mormońskim fundamentalizmem. Korzysta przy tym z faktu, iż poligamia jest w Kenii zarówno legalna, jak i dosyć powszechna. Kościół ten nie ma żadnego związku z amerykańską grupą o identycznie brzmiącej nazwie. Pozostaje niemniej w kontakcie z praktykującym małżeństwo pluralistyczne Kanadyjczykiem Winstonem Blackmorem oraz z kierowanym przezeń Kościołem.
Księga Mormona została przetłumaczona na suahili. Kościół Jezusa Chrystusa Świętych w Dniach Ostatnich wydał ją w całości w tym języku w 2000.